# Xanthogryllacris
Xanthogryllacris är ett släkte av insekter. Xanthogryllacris ingår i familjen Gryllacrididae.
Kladogram enligt Catalogue of Life:
| Xanthogryllacris | \| \| Xanthogryllacris astemmna \| \| \| \| \| \| Xanthogryllacris ficalbii \| \| \| \| \| \| Xanthogryllacris guilianettii \| \| \| \| \| \| Xanthogryllacris punctipennis \| \| \| \| \| \| Xanthogryllacris semiurania \| \| \| \| \| \| Xanthogryllacris timoriensis \| \| \| \| \| \| Xanthogryllacris urania \| \| \| \| |
|                  | \| \| Xanthogryllacris astemmna \| \| \| \| \| \| Xanthogryllacris ficalbii \| \| \| \| \| \| Xanthogryllacris guilianettii \| \| \| \| \| \| Xanthogryllacris punctipennis \| \| \| \| \| \| Xanthogryllacris semiurania \| \| \| \| \| \| Xanthogryllacris timoriensis \| \| \| \| \| \| Xanthogryllacris urania \| \| \| \| |
|                  | Xanthogryllacris astemmna |
|                  | |
|                  | Xanthogryllacris ficalbii |
|                  | |
|                  | Xanthogryllacris guilianettii |
|                  | |
|                  | Xanthogryllacris punctipennis |
|                  | |
|                  | Xanthogryllacris semiurania |
|                  | |
|                  | Xanthogryllacris timoriensis |
|                  | |
|                  | Xanthogryllacris urania |
|                  | |